# UY Scuti
Coordenades:  18h 27m 36.53s; −12° 27′ 58.9″
UY Scuti és una estrella hipergegant vermella variable polsant, localitzada a la constel·lació de l'Escut. És el quart estel més gros conegut, i un dels més lluminosos del seu tipus. Si UY Scuti estigués al lloc del Sol en el sistema solar, la seva fotosfera arribaria fins a l'òrbita de Júpiter. L'existència d'UY Scuti fou confirmada el 1860 per astrònoms alemanys. Durant les observacions, es va notar que la brillantor de l'estrella havia canviat lleugerament, fet que demostrava que UY Scuti era una variable polsant. UY Scuti pot ser observada una nit clara sense contaminació lumínica, amb l'ajut d'un petit telescopi o uns prismàtics potents.